# Memoir of a Veering Storm
Memoir of a Veering Storm (griechisch Αναμνήσεις μιας εφηβικής καταιγίδας) ist ein griechischer Kurzfilm der Regisseurin Sofia Georgovassili aus dem Jahr 2022. Der Film nahm ab dem 14. Februar 2022 in der Sektion Generation 14plus bei der 72. Berlinale teil und feierte dort seine internationale Premiere. Er war für den Gläsernen Bären nominiert.

## Inhalt
Während an einem Septembermorgen ein Sturm aufzieht, fährt eine Mutter ihre Tochter zur Schule. Das fünfzehnjährige Mädchen Anna schleicht sich aus der Schule, um mit Hilfe ihres Freundes ein Krankenhaus aufzusuchen, nachdem sie sich für einen Schwangerschaftsabbruch entschieden hat. Dort stellt sie sich ihrem Entschluss und wird schlagartig mit ihrem Erwachsenwerden konfrontiert. Am Ende des 8-stündigen Schultages wird sie von der Mutter als Erwachsene abgeholt.

## Hintergrund
Memoir of a Veering Storm ist Sofia Georgovassilis fünfter Kurzfilm sowie der vierte als Drehbuchautorin, sie arbeitet auch als Schauspielerin. Die Handlung des Coming-of-Age-Films basiert auf dem tatsächlichen Erlebnis eines Freundes der Regisseurin, der seine ungewollt schwangere jugendliche Freundin ins Krankenhaus zum Schwangerschaftsabbruch begleitete. Im Film verschmelzen diese Geschichte mit eigenen persönlichen Erfahrung der Autorin als junge Frau.

## Auszeichnung
Bei der 72. Berlinale war Memoir of a Veering Storm in der Sektion Generation 14plus für den Kinder- und Jugendfilmpreis Gläserner Bär nominiert.